# Melen (Troms)
Pour les articles homonymes, voir Melen (homonymie).
Melen est une localité du comté de Troms, en Norvège.

## Géographie
Administrativement, Melen fait partie de la kommune de Salangen.